# Olympina
Olympina es un género de foraminífero bentónico de estatus incierto, aunque considerado perteneciente a la subfamilia Biseriammininae, de la familia Biseriamminidae, de la superfamilia Palaeotextularioidea, del suborden Fusulinina y del orden Fusulinida. Su especie tipo es Olympina insolita. Su rango cronoestratigráfico abarca el Pérmico.

## Discusión
Clasificaciones más recientes incluirían Olympina en la superfamilia Biseriamminoidea, del suborden Endothyrina, del orden Endothyrida, de la subclase Fusulinana y de la clase Fusulinata.

## Clasificación
Olympina incluía a la siguiente especie:
- Olympina insolita †